# Afrosphinx
Afrosphinx är ett släkte av fjärilar. Afrosphinx ingår i familjen svärmare.
Kladogram enligt Catalogue of Life:
| Afrosphinx | \| \| Afrosphinx amabilis \| \| \| \| \| \| Afrosphinx occidens \| \| \| \| |
|            | \| \| Afrosphinx amabilis \| \| \| \| \| \| Afrosphinx occidens \| \| \| \| |
|            | Afrosphinx amabilis                                                         |
|            |                                                                             |
|            | Afrosphinx occidens                                                         |
|            |                                                                             |